# Jean Villey
Pour les autres membres de la famille, voir famille Villey.
Jean Joseph René Villey-Desmeserets, né le 3 juillet 1885 à Caen et mort le 26 juin 1948 à Paris, est un physicien français, professeur à la faculté des sciences de Paris, lauréat de l'Académie des sciences.

## Biographie
Jean Villey naît le 3 juillet 1885 à Caen. Il est le fils d'Edmond Villey-Desmeserets (1848-1924), doyen de la faculté de droit de Caen et membre de l'Académie des sciences morales et politiques ; il est le frère d'Achille Villey-Desmeserets qui sera préfet de Paris, et de Pierre Villey, professeur à la faculté des lettres de Caen, président de la fondation Valentin Haüy.
Jean Villey est admis à l'École normale supérieure (Ulm) en août 1905. Il est agrégé de physique en 1908, préparateur de Paul Langevin au collège de France de 1909 à 1911 et finalement docteur en sciences physiques  en juin 1912 (sa thèse de doctorat porte sur l'électrométrie).
Il épouse Suzanne Picard, fille du mathématicien Émile Picard et petite-fille du mathématicien Charles Hermite.
Jean Villey est chargé de conférences puis professeur de mécanique appliquée à la faculté des sciences de Paris. Il publie de nombreux ouvrages sur ses recherches et sur l'état de l'art, dont une grande partie sous le patronage de l'Académie des sciences.
À partir de 1928, il dirige avec Henri Villat la collection Mémorial des Sciences physiques chez Gauthier-Villars.
Il reçoit en 1935 le prix Henri de Parville, décerné par l'Académie des sciences, pour ses publications de Thermodynamique appliquée.
Jean Villey, victime d’une urémie, meurt le 26 juin 1948.

## Œuvres

### Thèse de doctorat
- Recherches sur l'électrométrie, Thèses présentées à la Faculté des sciences de Paris pour obtenir le grade de docteur ès sciences physiques, Paris : Gauthier-Villars, 1912

### Théories physiques
- Physique élémentaire et théories modernes, 1re partie : Molécules et atomes. États d'équilibre et mouvements de la matière (mécanique, statique des fluides, chaleur, élasticité et acoustique), Paris, Gauthier-Villars, 1921
- Les Divers aspects de la théorie de la relativité, Paris, Gauthier-Villars, 1923
- Introduction à l'étude de la résistance des matériaux, Paris, Gauthier-Villars, 1932

### Recherches en thermodynamique
- Fascicules publiés dans la collection « Mémorial des sciences physiques », Gauthier-Villars, Paris, Service de documentation et d'information technique de l'aéronautique,
  - Éléments de thermodynamique cinétique, XXIII, 1933.
  - Les Principes des moteurs thermiques, XXVIII, 1935.
  - Le Rendement des moteurs thermiques, XXXI, 1936.
  - Propriétés générales des fluides moteurs, XXXIII, 1936.

(avec Henri Vergne) :
- - L’Équilibre thermodynamique des fluides homogènes,  XLI, 1939.
  - Les Variations de l’équilibre thermodynamique, XLIV, 1941.
- Recherches physicochimiques sur les carburants et lubrifiants, état d'avancement au 1er juillet 1939 (avec M. Aubert), Paris, É. Blondel La Rougery, 1940
- Les Écoulements gazeux non isentropiques, Paris, Service de documentation et d'information technique du ministère de l'Air, 1948
- Les Écoulements gazeux non permanents, Paris, Service de documentation et d'information technique de l'aéronautique, 1948

### Articles, livres grand public, exposés
- Revue de mécanique, Extrait de la Revue générale des sciences, 31 octobre 1935
- L'aviation à très grandes vitesses par les tuyères thermopropulsives, plaquette in-8o de 12 pages, Paris, Baillière, 1936
- Notions d'électrométrologie (avec A. Guillet), Paris, Gauthier-Villars, 1936
- Sur le choix des matières transparentes utilisables pour la photoélasticimétrie, Paris, E. Blondel La Rougery, 1941
- L'École supérieure de perfectionnement industriel, Paris, Publications du journal Le Génie civil, 1942
- Les Souffleries aérodynamiques à réservoir aspirateur, Paris, Publications du journal Le Génie civil, 1942
- Les Écoulements linéaires des gaz parfaits, Journal de Physique, 1942, pp. 79-80. consultable en ligne.
- Les Souffleries aérodynamiques à grandes vitesses Paris, E. Blondel La Rougery, 1943
- Les Moteurs polycylindriques, Paris, E. Blondel La Rougery, 1943
- Le Calcul de remplissage des cylindres des moteurs, Paris, E. Blondel La Rougery, 1943
- La Suralimentation des moteurs d'aviation, Paris, E. Blondel La Rougery, 1944
- Métrologie, l'amplification électrique, Paris, Impr. Circex, 1944
- Sur la notion d'écoulement linéaire non isentropique des gaz parfaits, Paris, Maison de la chimie, Presses documentaires, 1945
- La Carburation dans les moteurs à explosion, exposés prononcés devant la Commission de thermodynamique du moteur du Centre national de la recherche scientifique (avec Max Serruys, J. Jalbert et Fabian), Paris, J. et R. Sennac, 1946
- La Granulométrie rationnelle du béton, le néobéton, Paris, impr. de Chaix, 1946. (Extrait du 'Génie civil', 15 mars 1946)
- L'Avion autopropulsé, Paris, Blondel La Rougery, 1946
- La Propulsion par réaction, Paris, Maison de la chimie, Presses documentaires, 1947

### Notices
- Notice sur les titres et travaux scientifiques de M. Jean Villey, Paris, Gauthier-Villars, 1937.
- Supplément à la Notice sur les titres et travaux scientifiques de M. Jean Villey, 1937-1943, Paris, Gauthier-Villars, 1943
- Table des logarithmes de logarithmes (avec Jean Dienesch), Paris, Gauthier-Villars, 1942

### Éditeur scientifique
- Encyclopédie Léauté (2e série). Directeurs André Léauté et Jean Villey, Paris
- Mémorial des sciences physiques, publié sous le patronage de l'Académie des sciences de Paris (Ch. Fabry, H. Villat, J. Villey directeurs), Paris, 1928-1948 (51 fascicules).
- Revue générale des sciences pures et appliquées, Paris, 1942-1948.